# J·戴维·柯克帕特里克
J·戴维·柯克帕特里克（英語：J. Davy Kirkpatrick，1964年7月28日—），美国天文学家，在加州理工学院红外处理和分析中心工作。他的研究被评为W.M.凯克天文台前十年（1992年至2002年）十大科学成就之一。